# 1601 Patry
Az 1601 Patry (ideiglenes jelöléssel 1942 KA) a Naprendszer kisbolygóövében található aszteroida. Louis Boyer fedezte fel 1942. május 18-án, Algírban. Nevét André Patry francia csillagász után kapta.